# 超時空要塞マクロス
- 超時空シリーズ > 超時空要塞マクロス
- マクロスシリーズ > 超時空要塞マクロス

『超時空要塞マクロス』（ちょうじくうようさいマクロス）は、スタジオぬえ原作、タツノコプロ・アニメフレンド制作による日本のテレビアニメ。1982年10月3日から1983年6月26日にかけて毎日放送（MBS）を製作局とし、TBS系列で放送された。全36話。
「超時空シリーズ」および「マクロスシリーズ」の第一作で、「マクロスシリーズ」の確立後は「初代マクロス」と称することもある。

## 概要
| 通番  | 題名                   | 放映期間               |
| ----- | ---------------------- | ---------------------- |
| 第1作 | 超時空要塞マクロス     | 1982年10月 〜1983年6月 |
| 第2作 | 超時空世紀オーガス     | 1983年7月 〜1984年4月  |
| 第3作 | 超時空騎団サザンクロス | 1984年4月 〜1984年9月  |

『宇宙戦艦ヤマト』や『機動戦士ガンダム』により隆盛した1980年代前半のアニメブームを象徴する作品のひとつ。ロボットアニメにサイエンス・フィクション（SF）、ラブコメディ、アイドルといった当時の若者文化の流行をちりばめた個性的な作風が特徴である。
放送開始後、ファンの支持や関連商品の好セールスを受け、13話の延長が決定し、当初予定の23話（半年2クール）から36話（9か月3クール）へ延長。さらに放送終了翌年の1984年、劇場作品『超時空要塞マクロス 愛・おぼえていますか』が公開され、その人気を決定付けた。
その後も本作のスタッフが関わり、世界設定や基本要素を継承する形で「マクロスシリーズ」の作品が発表されている。
日曜14時台に新作のアニメーションを放送することは初めての試みだった。また、タツノコプロが毎日放送およびTBS系列で制作するのも初めてだった。

## 作品解説

### SFファン・アニメファン世代の作品
本作が『ヤマト』や『ガンダム』と大きく異なるところは、制作側スタッフとしてSFもしくはアニメーションなどのファンないしファンダムの層からアニメ業界に入ってきた若いスタッフが数多く参加していることである。
メカニックデザイン・絵コンテ・監修担当の河森正治、キャラクターデザイン担当の美樹本晴彦らは慶應義塾高等学校からの同級生であり、本作の企画をまとめる中心となった。河森や、本作で脚本家デビューした大野木寛は本作の放送中は慶應義塾大学の学生だった。劇場版の制作時には、河森は共同監督に抜擢されている。また、平野俊弘（現：平野俊貴）、板野一郎ら既にキャリアのあったアニメーターも、本作をきっかけに注目を集めることとなった。プロ以外にアマチュアの学生も参加しており、山賀博之は本作で演出家デビューし、庵野秀明や前田真宏、貞本義行は原画を担当している。
これらの若いスタッフは作品に「自分達が観たいものを作る」という実験的な方向性を持ち込み、結果的に視聴者層と世代感覚を共有することになった。また、その姿勢やセンスを認め、力を引き出した人物がアートランド社長も務めたチーフディレクターの石黒昇だった。

### リアルロボット作品
SFビジュアル分野で活躍し、ロボットアニメ作品を支えてきたスタジオぬえによって企画された作品として、リアリティを感じさせる精巧なデザイン・設定が注目を集めた。『ガンダム』以後の一大ムーブメントの影響下にあった時代の作品であり、当時の水準では十分にリアルといえるSF考証・軍事考証に基づいて運用されるロボット兵器が多数登場するため、「リアルロボットもの」作品のひとつと言える。
作中に登場する可変戦闘機バルキリーや陸戦兵器デストロイドは、戦闘機や戦車などの現用兵器がマクロスより解析された異星の超科学（オーバーテクノロジー）により発展したものと設定されている。『ガンダム』のモビルスーツ以降、人型巨大ロボットが軍事用兵器の一つとして登場するためのSF的設定（理由付け）がなされるようになり、人型巨大ロボットもまた量産される工業製品という性質を持たされるようになった。この傾向を促進したのが「スタジオぬえ」が関わったムック本『ガンダムセンチュリー』であり、ミノフスキー粒子やAMBACなどの架空理論でモビルスーツの存在理由を説明した。本作では「人間が身長10mを超える巨大異星人に対抗するために使用する」と説明しているが、河森は「ひと目見て、納得というか、あきらめてもらえる方法として」考案したと述べている。

### ストーリー面
SFアニメとしては異星人とのファーストコンタクトを扱っている点や、異星人を地球に招き入れたことを理由に、マクロスや市民が地球を放逐される流れなど、『伝説巨神イデオン』に近いものがある。一方で、従来は異星人側から攻撃してくる所を図らずも人類側から先制攻撃してしまう点や、地球から進撃するのでなく、超光速航法の失敗でいきなり遠方に飛ばされて地球に帰還しようとする点など、従来のパターンを破る試みも行われている。
一話を通してまったく主人公が出撃しない、戦闘シーンがまったくないといった回も珍しくないなど、戦争もののアニメとしては異色の存在だった。これは当時のリアルロボットものに目立つ「戦争の過酷さ」や「政治劇」などのシリアスな描写を避け、主人公の輝とミンメイ、未沙の三角関係という恋愛ドラマを軸に、戦時下で営まれる市民社会の活力を描くという意識的な演出だった。この路線において「文化」というキーワードが、物語を収束する意味を持つことになる。

### アイドルと歌
マクロス艦外の宇宙戦争と並行して、艦内ではリン・ミンメイが一介の少女からアイドル歌手になってゆくシンデレラ・ストーリーが繰り広げられる。ミンメイの歌う歌謡曲を単なる劇中歌ではなく、物語の根幹にかかわる要素に位置付けたのは画期的な試みであり、以後のマクロスシリーズでも「歌」が重要なテーマとなっている。
ミンメイはアニメ（虚構）と現実をつなげるバーチャルアイドルの先駆例となり、劇場版の共同監督を務めた河森正治は「声を当てたのが飯島さんじゃなかったら、ミンメイは物語の中であれほどのアイドルにはなってなかったかも。あれは飯島さんの人気の盛り上がりに触発されたところがあるもの」と述べる。
デビュー待ちの状態で本作のオーディションを経て声優と劇中歌を担当した飯島真理は、本作終了後にシンガーソングライターとしてデビューした。

## あらすじ
西暦1999年、突如宇宙より飛来し太平洋上の南アタリア島に落下した巨大物体は、全長1,200m超に及ぶ宇宙戦艦だった。これにより異星人の実在と彼らの間の戦争の存在を知った人類社会は、宇宙からの脅威に対処すべく地球統合政府を樹立。世界規模の紛争（統合戦争）を経て、墜落艦を改修し「マクロス」と命名する。
2009年のマクロス進宙式当日、地球付近に異星人の一方の陣営「ゼントラーディ軍」の艦隊が出現する。その存在を感知したマクロスの主砲システムが勝手に動作し、戦艦群を撃破する。マクロスの正体はゼントラーディと敵対する陣営、監察軍が仕掛けたブービートラップであり、人類は否応なく異星人との戦争に巻き込まれることとなる。ゼントラーディ軍の包囲網から逃れるため、マクロスはフォールド航行により月の裏側への待避を図る。しかし制御に失敗し南アタリア島一帯を巻き込み、冥王星軌道付近に到着する。さらにフォールドシステム自体も消失し、通常のロケット推進のみでの地球への長い帰還の旅を強いられることになる。
その途上、南アタリア島住民5万8千人はマクロス艦内に街を再建し、戦争の傍らで普段の生活を営んでいた。アクロバットパイロットの「一条輝」は戦火のなかで出会った少女、「リン・ミンメイ」を守るため軍に入隊し、可変戦闘機「バルキリー」のパイロットとなる。ミンメイは艦内で人気アイドル歌手となり、輝にとっては次第に遠い存在になるが、一方で喧嘩相手の上官、「早瀬未沙」の存在が少しずつ大きくなっていく。
やがて、戦いのなかでゼントラーディ人の実態が次第に判明する。彼らは遺伝子操作により人種改良された、生まれつき戦うことしか知らない戦闘人種であり、地球人を「文化」を持つ人種「プロトカルチャー」と恐れていた。文化との接触で次第に変容していく地球攻撃艦隊を、マクロス、地球ともども消滅させるべくゼントラーディの基幹艦隊が出現し、総攻撃により地球に住む生命の大半が失われる。しかしマクロスとの交戦中に地球の文化に偶発的に触れ、それによって目覚めたゼントラーディ地球攻撃艦隊は地球人と手を組み、ミンメイの歌により敵にカルチャーショックを与え、その隙に基幹艦隊旗艦に攻撃を仕掛けるという作戦を実行に移し、勝利を収める。
戦争終結後、焦土と化した地球の復興が進められる一方で、地球の暮らしに馴染めない一部のゼントラーディ人が各地で問題を起こし、不満分子が集結しはじめる。輝は未沙と親密になりながらもすれ違うことが多くなり、各地で歌手として活動しながらも行き詰まったミンメイは、輝に思いを寄せるようになる。やがて戦力を増大させたゼントラーディ人勢力は、統合の象徴たるマクロスを破壊すべく攻撃を仕掛けるが、約2年ぶりに浮上したマクロスの反撃により失敗に終わる。輝と再会したミンメイは、軍人を辞めて自分と一緒にいてほしいと願うものの、やはり輝と未沙の絆は固く、ミンメイはひとり歌とともに生きていく道を歩みはじめる。

## 登場人物・声の出演
- 一条輝 - 長谷有洋
- リン・ミンメイ - 飯島真理
- 早瀬未沙 - 土井美加
- ロイ・フォッカー - 神谷明
- マクシミリアン・ジーナス - 速水奨
- 柿崎速雄 - 鈴木勝美
- ブルーノ・J・グローバル - 羽佐間道夫
- クローディア・ラサール - 小原乃梨子
- ヴァネッサ・レイアード - 佐々木るん
- キム・キャビロフ - 鶴ひろみ
- シャミー・ミリオム - 室井深雪
- リン・カイフン - 鈴置洋孝
- ブリタイ・クリダニク - 蟹江栄司
- エキセドル・フォルモ - 大林隆介
- カムジン・クラヴシェラ - 目黒裕一
- ミリア・ファリーナ - 竹田えり
- ナレーション - 小原乃梨子

## 用語
- オーバーテクノロジー・オブ・マクロス (OTM)
- ゼントラーディ
- プロトカルチャー

### 部隊名・識別名
スカル大隊
ロイ・フォッカー率いる可変戦闘機部隊。フォッカー死後、一条輝率いる部隊に名称が引き継がれる。
バーミリオン小隊
スカル大隊に所属する小隊。一条輝隊長以下柿崎速雄、マクシミリアン・ジーナスの3機編成。後にスカル大隊長ロイ・フォッカーの戦死で輝が機体を受け継ぎ「スカル小隊」に改称するが、間もなく柿崎の死と輝、マックスの昇進により解隊される。

パープル小隊
プロメテウス所属のバルキリー隊。名称のみ登場する部隊だが、PlayStation 2用ゲーム『超時空要塞マクロス』においてはプレイヤーが操る主人公（パープルリーダー/フルネーム不詳）率いる部隊として大幅にクローズアップされる。その他ブルース・ルーデル、エディ・ユーティライネンからなる3機編成。なお、ステージ2以降の分岐で劇場版ルートを選択した場合はARMD-01所属のアポロ小隊（こちらも劇場版本編に名称のみ登場する）所属となる。
エンジェルバーズ
統合軍のアクロバットチーム。デモカラーをペイントされたVF-1Aの5機編成。マクロス進宙式でデモフライトを行うが、一条輝のファンレーサーに入りこまれる。名前は、アメリカ海軍のアクロバットチーム「ブルーエンジェルス」と、アメリカ空軍のアクロバットチーム「サンダーバーズ」からの引用。

### 地名・施設
南アタリア島（みなみアタリアとう）
小笠原諸島の南端に位置する島。1999年7月、外宇宙から飛来した異星人（監察軍）の巨大宇宙船が落下し、その衝撃で島の半分が吹き飛ぶ。その後、落着艦は統合政府主導でSDF-1マクロスへと改修される。島内には工廠の労働者・軍関係者が暮らす市街地が建設され、そのサービス業に従事する一般市民の入植も開始された。統合戦争中にはマクロス奪取を目論む反統合軍の攻撃により、三度の「南アタリア島防衛戦」が行われた。2009年2月のマクロス進宙式には観光客・招待客も多数つめかけた。しかし、ゼントラーディ軍の襲来後、マクロスのフォールド失敗に巻き込まれ、島と周辺海域ごと冥王星付近まで飛ばされる。
その後、地下シェルターに避難していた島民および見学者およそ5万8千人は、マクロス艦内に収容された市街地で1年に渡り暮らすことになる。いわば「宇宙船内の難民街」だが、元来、商売の機会を求めて入植してきた南アタリア島民は、持ち前のたくましさを発揮して、艦内でも地上と変わらぬ生活を営む。なお、統合軍は異星人との交戦の事実がパニックを招くことを怖れ、「南アタリア島民は反統合ゲリラの攻撃により全員死亡した」と偽りの公式発表を行う。ボドル基幹艦隊の総攻撃により地球全土が壊滅した後は、そのバイタリティを地球復興と宇宙殖民計画とで発揮する事となる。
サラ基地
火星開発のため設営された観測施設。観測隊員として早瀬未沙の想い人、ライバー少尉も赴任したが、統合戦争激化により閉鎖され、地球帰還船団は反統合ゲリラの攻撃で全滅した。
後に地球帰還途上のマクロスが立ち寄るが、ゼントラーディ軍の謀略で重力機雷に捕らえられる。脱出手段として地下の反応炉を暴走させ、爆発により壊滅する。
統合軍総司令部
アラスカのグランドキャノンI施設内に置かれた対異星人戦略決定機関。早瀬未沙の父、早瀬提督はその重鎮のひとり。衛星軌道上からの攻撃も想定した地下施設だったが、ボドル基幹艦隊の猛爆により全滅する。

### 勢力
監察軍
50万周期（地球でいうところの50万年）前、銀河を支配していたプロトカルチャーの星間国家が分裂した結果生じた勢力の一端。もう一方がゼントラーディ軍で、プロトカルチャー滅亡後も50万年間、銀河を二分する大戦争を繰り広げている。マクロスは、1999年に地球へ落ちてきたこの監察軍の艦を地球人類が修復したものである。名称はA・バートラム・チャンドラーの小説「銀河辺境シリーズ」に登場する「監察宇宙軍」からきている。
物語中では地球とゼントラーディ軍の戦いが描かれ、監察軍は姿を現さないが、監察軍が残したマクロスの内部構造や装備品のサイズなどから、ゼントラーディ人と同等のサイズの巨人族であると推定されている。太陽系は、最前線よりわずかにゼントラーディ勢力圏内に位置しており、ゼントラーディ軍との戦況は、大きく圧され気味といった状況である。
監察軍はテレビ版のみの設定で、劇場版では男性のみのゼントラーディ軍と女性のみのメルトランディ軍が戦っている。この設定の変更に伴い、マクロスの原型もメルトランディの艦とされている。
続編『マクロス7』終了後に発表された年表においては設定が変わり、その正体は50万年前、プロトカルチャーが開発したゼントラーディよりも強力な生体兵器「エビル・シリーズ」に異次元のエネルギー生命体が憑依した「プロトデビルン」が、プロトカルチャーやゼントラーディを洗脳して構成した勢力の生き残りであるとされている。
監察軍は地球を星間戦争に巻き込む原因を作った重要な存在でありながら、作中にまったく姿を現さないが、これはテレビ版『マクロス』が制作開始後にスポンサーの意向により話数の短縮を受け（後述の「『マクロス』放送決定」節を参照）、尺の都合上出番をすべてカットせざるを得なかったためである。初期プロットでは、監察軍の監察官がマクロスに潜入し、艦長を誘拐し艦長夫人を懐柔するなどのシナリオも考えられていた。
のちに『マクロス7』において上述の設定を与えられるのだが、なぜ「監察」軍と呼ばれているのかという理由づけはなされず、ほかのシリーズ作にもいっさい登場しない。

### その他
チタニウム章
一条輝が火星サラ基地跡での早瀬未沙救出などの軍功によりマクロス艦内で受章する勲章。輝は成り行きからミンメイへの誕生日プレゼントにする。

## 企画・放映の経緯

### 『メガロード』誕生
企画の発端は放映の2年前、1980年8月まで遡る。アートミックの前身である「ウィズ・コーポレーション」から発注を受けたスタジオぬえが、テレビアニメ企画『ジェノサイダス』を提出したことからすべては始まった。
『ジェノサイダス』はメインメカとしてA-10攻撃機に歩行脚を取り付けた形態の戦闘機「ガウォーク」が登場するもので、シリアスな本格ハードSF作品とでもいうべき骨子を持っていたが、その内容は『マクロス』として結実したものから比較すればSF作品としてより本格・骨太だが反面で地味と言わざるを得ないもので、出資者となる広告代理店や玩具メーカーなどスポンサーサイドの反応はぬえスタッフの期待を裏切る鈍いものであった。そのため、急遽もう一作、スポンサー受けを目的としたダミーの企画を別途作成することとなり、「変形する巨大宇宙戦艦」「艦内の市街地」「敵は巨大異星人」などのアイデアを一夜漬けでまとめ上げ、巨大戦艦の名前より『バトルシティー・メガロード（仮）』と命名し提出。河森によると「メガロード」の由来は「大いなる道 (Road) 」と「積載過剰 (Load) 」を掛け合わせたものである。いわゆる「当て馬」として気軽に作った代物であり、内容自体もコメディ・パロディ色の色濃い肩肘張らずに見られるコミカルなもので、一部スタッフが言うところの「壮大な能天気ドラマ」になった。この時点でのメインメカは「ブレストファイター」という飛行機で、すでにリン・ミンメイの原型となる「ラーメン屋の娘が人気が出て歌手になっちゃう」という設定も見られた。
このダミー企画『メガロード』はそのもくろみどおりに確かにスポンサーサイドのからの受けはよかったが、その結果、ある意味では皮肉なことにこちらが採用される雰囲気が漂い始める。一方で、肝心な本命の『ジェノサイダス』の企画が没案になる気配が濃厚になったため、急遽『メガロード』の内容修正を図り、極力パロディ要素を除きながらもスポンサーサイドの要望に合わせて宇宙戦争を舞台にした恋愛ドラマ（ラブコメ）路線へシフトさせていく。これにより、地球の存亡を賭けた戦いと、主人公たちの三角関係を同等のレベルで描く、という方向性が固まった。「ブレストファイター」は取りやめ『ジェノサイダス』からはガウォークの設定が流用され、それをさらにロボットへと変形させるバルキリーが誕生した。さらに、『メガロード』の初期案からメカニックデザインがリアル指向に修正され、デザイン元の航空機がF-14戦闘機に変更されたことで、ミリタリー的要素（航空戦）も加わった。その後、当初の発注元であったウィズ・コーポレーションが組織変更などの関係で企画から離脱した影響でスタジオぬえ自身が企画母体となるなど、企画開始当初と比べれば若干ではあるもののスタジオぬえの独自色を打ち出せる環境が整っていった。かくして、作品が『マクロス』として結実する下地は形成されていった。
未発表ではあるが、宮武一貴が『宇宙戦艦ヤマト』、『宇宙海賊キャプテンハーロック』、『わが青春のアルカディア』に登場するヤマト、アルカディア号を巨大ロボットに変形させるデザインテストを行っていた。また、艦内に市街地を置くアイデアは、河森が参加したフランスとの合作アニメ『宇宙伝説ユリシーズ31』の企画時に出した案だったが、フランス側に承認されず没となっていた。河森は「『ユリシーズ』のときに出したアイディアが、だいぶ通らなかったので、それで『マクロス』が出来たともいえるんです」と述べている。

### 『マクロス』放送決定
広告代理店ビックウエストが『メガロード（仮）』を採用し、タカトクトイスなどのスポンサーと番組放送枠を確保。スタジオぬえと親交のある石黒昇が主宰するアートランドが参加し実制作の中心となるが、下請けスタジオで制作能力が不十分なため、大手のタツノコプロが元請けとなり、アートランドやタツノコプロの子会社のアニメフレンドなどが下請けという形態をとった。
シリーズ構成は4クール（1年分）の全52話から48話、さらに1クール減らした39話となった。この構成で作画作業に入った1982年5月になり、製作側から23話への短縮が要請された。このため、ゼントラーディ軍の敵対勢力の監察軍の出番をすべてカットし、制作と並行して内容を圧縮する改編作業を強いられたが、この過程で大宇宙戦争にアイドル歌手の歌を絡めるというオリジナルのテーマが生まれた。
タイトルはビックウエスト社長、大西良昌の発案により「メガロード」から「マクロス」へと改められる。大西は当初、以前より考えていた「マクベス」というタイトルをつけようとしたが、商標登録の関係で断念したという。「マクベス」は「マクロ（巨大な）」をもじったもので、「メガ・マクベス」などの案も考えられたが、シェイクスピアの悲劇『マクベス』と同じでは異なる意味合いが生じることもあり、「マクロ」と「メガ」のあいだでしばらく決着がつかず、最終的に大西の判断で「マクロス」に決定された。副題は放送直前まで「超弩級要塞」だったが、「弩（ど）」が読めない、という理由で「超時空要塞」に変更された。タイトルロゴデザインは「超弩級要塞 - 」の時点で確定しており、実際の放映タイトルロゴはこの「弩級」部分を「時空」に急遽書き換えただけのものである。「超弩級 - 」版のタイトルロゴもアニメ情報誌ほかで放映前から放映終了後に至るまで使用される事例があり、製作者サイドの混乱ぶりが露呈していた。マクロスの艦種記号「SDF＝スーパー・ドレッドノートクラス・フォートレス（＝超弩級要塞）」も、のちにDをディメンションに変更されている。なお、「メガロード」の名は1987年発売のOVA『超時空要塞マクロス Flash Back 2012』に登場するマクロス級2番艦メガロード-01に転用されている。

### 作画問題
1982年10月3日に放送開始。しかし、スタッフの経験不足、実験的なデザインや演出、話数削減による再構成などの理由で放送開始前から制作スケジュールは逼迫した。
一応、動画用に細部の省略されたメカの設定書もあったが、当時のテレビアニメ制作では作画のコストや人的リソース面の問題から避けられていた「戦闘機の高速アクション」「登場人物の衣装替え」などの手間のかかるシーンを多用していた。河森は「他のアニメでうまくいった手段は絶対に使いたくなかった」が「やってみたら本当に大変だった」と述べている。
さらに同日スタート予定だった『愛の戦士レインボーマン』の制作が遅れ第1話の当日までの納品が不可能になったことのしわ寄せで、1・2話を連続放送せざるを得ないという不測の事態も追い討ちをかけた。第11話「ファースト・コンタクト」では動画作業が間に合わず原画部分のみを撮影、「アニメーションというよりテレビ紙芝居」と揶揄された。スケジュール苦緩和の一策として、第17話「ファンタズム」は新規作画は一部のみで、既存フィルムを再編集して制作した。
また、「スタープロ」と表記される韓国のスタジオに発注したものは作画レベルが著しく低く、日本での修正が間に合わないまま放送された。このためアートランドの主力スタッフなどが担当したストーリーの構成上重要な「作画の良い回」と、外注分の「作画の悪い回」の差が極端になり、これらが交互に放送されるという混乱した状況が続いた。戦闘シーンの描写もミスがあり、機首からビームを放つなど、本来設定にない武装が描写される戦闘シーンも散見された。配色ミスもたびたび見られ、とくにマックスは、軍服の襟の色が輝と同じになったり、機体色が一般機と同色になるなど、機体や髪、軍服の色が違うことが多い。こうした作画の乱れは不評であったため、ビデオソフト化の際には修正が施された。
その一方で、板野サーカスに代表されるような、アニメ史に影響を残した描写も随所に登場する。とくに、第27話「愛は流れる」におけるデストロイド・モンスターの発進シーケンスの描写はアニメ雑誌でも話題となり当時の視聴者をうならせた。モンスターは画面上で歩かない前提のデザインだったが、新人時代の庵野秀明が3か月を費やして格納庫の床を踏み抜くワンカットを描いた。
その他の事情として石黒監督によると、美樹本のキャラクターデザインへの抜擢が他スタッフの反発を呼び、「こんな素人の描いたもの(キャラクター)は描けない」とアートランドのアニメーターの大量離脱を招き、人手不足に拍車をかけたという。

### 延長話
玩具セールスの出足に満足したスポンサーの要請により、放送開始後間もなく再び36話への延長が決定する。時間的に再々構成は難しいため、実質的に最終回の内容となった第27話「愛は流れる」を区切りにして、回想編的な構成を提案するも却下され、残り9話はその約2年後のエピソードを描くこととなった。さらに1983年3月には劇場作の製作が内定。主要スタッフが劇場版や後番組の『超時空世紀オーガス』の準備にシフトしたため、第1 - 27話（戦争編）と第28 - 36話（戦後編）では多分に趣が異なった作品となっている。制作事情に悩まされたスタッフの忸怩たる思いは、1984年7月公開の『超時空要塞マクロス 愛・おぼえていますか』において、当時最高水準の作画クオリティに結びつくことになる。またこの延長エピソードにおいて、新首都マクロス・シティや宇宙移民計画、地球人類・ゼントラーディとプロトカルチャーとの関係の解明など、のちのシリーズ作品に繋がる重要な設定が生み出されている。

## 反響・影響

### 評価
新規アニメ枠開拓を狙い日曜午後2時に放送されたが、休日の在宅率の低い時間帯のため視聴率は平均6.4%に留まった。ただし、水曜17時30分に放送した系列外の山形テレビでは視聴率36%を記録した。
本作はビデオグラムが好調で、1984年のオリコン年間ビデオランキングで『超時空要塞マクロス 愛・おぼえていますか』が34050得点で1位を獲得。この記録を破るアニメは1991年の『魔女の宅急便』まで存在しなかった。サウンドトラックは4作がオリコンLPチャートで10位以内にランクインした。
また1989年にバンダイビジュアル初のLD-BOXの作品として本作が選ばれている。
アニメ誌でも高評価で、大徳哲雄は「『OUT』が最も売れたのは、数字的には『マクロス』のとき」と述べている。
作曲家羽田健太郎は主題歌、BGM、リン・ミンメイの劇中歌などの劇伴音楽を作曲し、「ヘルシー・ウイング・オーケストラ」を率いて演奏も担当した。第1回日本アニメ大賞音楽部門を受賞した。
ハードSF的なメカ、軍隊、星間戦争などの要素と、芸能界、日常的恋愛ドラマといったソフトな要素が渾然一体となった斬新な作風については、新世代アニメとして歓迎する意見と戦争描写などに戸惑う意見の両方がみられた。また、延長話（28-36話）について制作スタッフ内には、内容が煮詰められず付け焼刃で作った感じのため「第27話が本当の最終回」と延長話に否定的な意見を持つ者も存在した。

### 以降への影響
マクロスの成功により、「マクロスシリーズ」の作品以外でもビックウエストによる「超時空シリーズ」（『超時空世紀オーガス』『超時空騎団サザンクロス』）、『機甲創世記モスピーダ』、『メガゾーン23』などの類似コンセプトを持つ作品が登場した。特にアートランドが制作し、マクロスのスタッフが参加した『メガゾーン23』はOVAジャンル初の大ヒット作であり、「メカと美少女」という現在に続く潮流の先駈けとなった歴史的な作品である。また、本作の「恋愛」「和平」「古代文明の遺産」等のテーマに強い影響を受けて、後に『機動戦艦ナデシコ』のようなオマージュ的リアルロボットアニメも多数生まれている。
本作や『うる星やつら』の人気により、20歳代前半の若手クリエーターの台頭が顕在化し、個性溢れる人材が注目されることになる。『重戦機エルガイム』で注目された永野護は、マクロスの大ヒットにより「若手に任せたほうがいいという空気があった」ため、自分がサンライズ初の社員デザイナーに起用された、と述べている。結城信輝は本作の27話「愛は流れる」を観たことが、アニメ業界に転身するきっかけとなっている。
ガイナックスの前身となるダイコンフィルムは自主制作アニメ『DAICON3 オープニングアニメ』の出来をスタジオぬえに買われ、山賀博之と庵野秀明が「技術研修」の名目で上京し、アートランドでマクロスの制作に参加した。その後制作した『DAICON4 オープニングアニメ』には、宮武一貴や板野一郎、平野俊弘、垣野内成美らが原画協力として参加している。作中にはパロディとして、両腕に宇宙戦艦ヤマトとアルカディア号を付けた通称スーパーマクロス超強攻型や、頭部レーザー砲がビームサーベルになるバルキリーが登場する。
本作における主要メカのひとつである「バルキリー」は、実在する機体であるF14トムキャットに酷似した戦闘機がロボットへ一瞬にして変形するアイデアが革新的であり、後のロボットアニメに強い影響を与えた。マクロス放映開始から4か月後にスタートした『聖戦士ダンバイン』では、途中から主人公メカとなった「ビルバイン」が戦闘機型に変形可能であり、二年後に製作された『機動戦士Ζガンダム』でも、Ζガンダムが戦闘機形態に変形可能な他、同じような可変メカが多数登場する。そういったことから「ガンダム」と並ぶ「リアルロボットアニメの2大金字塔」として、「バルキリー」はリアルロボット群に変形ブームを巻き起こした革命機と言える。また、一部のライターは、バルキリーでの戦闘シーンに触発されて、実写映画『トップガン』が制作されたという説を唱えている。
本作以前にも「さすらいの太陽」や実在する歌手が登場する『ピンクレディー物語 栄光の天使たち』など歌手を主人公とする作品は存在するが架空のアイドルにタイアップする形で新人歌手がデビューするというパターンは、メディアミックスの手法として『魔法の天使クリィミーマミ』における太田貴子、『メガゾーン23』における宮里久美、『アイドル伝説えり子』における田村英里子などでも見られた。本作の続編にあたる『マクロスF』ではヒロインの一人ランカ・リー役に公募により選ばれた中島愛が、『マクロスΔ』ではヒロインの一人フレイア・ヴィオン役に公募により選ばれた鈴木みのりが同様にデビューを果たしている。
その他、制作スタッフの若手の一部が使用していた「御宅」という二人称呼称を本作の登場人物に使用させたことで、この呼び方はアニメファンたちの間に広まって使われるようになり、これが後のおたくという言葉（の用法）が広まる一因になったという説もある。ただし、「オタクという言葉を使い始めた」と指摘されている河森正治は、『アニメージュ 2001年6月号』で「僕らより少し上の世代が使っていた言葉」とコメントしている。

### 日本国外輸出
「マクロス」は同じタツノコプロ制作の『超時空騎団サザンクロス』や『機甲創世記モスピーダ』と同じ世界・同じ時間軸のストーリーとして再編集したROBOTECH（ロボテック）の第一シーズン THE MACROSS SAGA（ マクロス・サーガ ） としてアメリカ合衆国、カナダ連邦、欧州連合諸国、南米諸国ほか各国で放映され大人気となり、現在まで続く日本国外での日本アニメブームの先駆けとなった。それ以前に輸出され人気のあった『宇宙戦艦ヤマト』や『科学忍者隊ガッチャマン』は、編集によりストーリーが全く異なったり、暴力描写やメインキャラクターの死などがカットされているのに対し、ROBOTECHでは三作品を繋げるための設定変更や登場人物の英語圏向けの名前変更、一部の暴力描写の削除検閲以外は、ほぼそのまま翻訳して放映されている。その後も翻案作品である「ロボテック・シリーズ」の物語構成と設定に基づく米国独自の物語構成の続編『シャドウ・クロニクル』（「影の年代記」の意味 ）が作られたほか、本人自身も上記作品の中核ファンである「トビー・マグワイアを主演・プロデュースに据えてワーナー・ブラザースが実写映画化を計画中と報じられた。詳細は「ロボテック#実写映画化」を参照。なお『マクロス』単独のハリウッド実写映画化企画も存在したが、実現しなかった。
英語吹替え版の『Super Dimension Fortress Macross』は1984年に1-3話収録のビデオが発売されたが、『ロボテック』人気の影で全話収録版は長年発売されなかった。2001年に英語字幕版（日本語音声）で全話のDVD化が行われ、2006年にはADV Films社が英語吹替え・5.1ch音声版のDVDシリーズを発売した。このADV版では米国在住の飯島真理が英語で再びリン・ミンメイ役を演じている。

### 続編
その人気から続編制作を求める声は多く、1992年にOVA『超時空要塞マクロスII -LOVERS AGAIN-』が制作された。これはスタジオぬえは関与しておらず、内容的にも前作の焼き直しではあったが、セールス的には結果を残した。逆に河森ら旧作スタッフがこれに触発され、1994年に新型主力可変戦闘機のトライアルを題材にしたOVA『マクロスプラス』、および正統な続編としながら多くの新要素を加えたテレビシリーズ『マクロス7』が制作された。さらに2002年には統合戦争を舞台とした前史となるOVA『マクロス ゼロ』 、2008年にはシリーズ25周年記念のテレビシリーズ『マクロスF』、2016年にはテレビシリーズ『マクロスΔ』が制作されている。ほかにもスピンオフ企画やゲーム作品など多くの派生作品が生み出されている。

## 権利問題

### 関連企業間の訴訟
2001年から2005年にかけて東京地方裁判所、東京高等裁判所で、本作の知的財産権を巡る民事訴訟が行われた。
著作権
製作会社のタツノコプロが、広告代理店のビックウエストと企画のスタジオぬえを相手取り、著作権はタツノコプロにあると主張して訴訟を起こした。経済的責任（制作費の支出）を担ったことが評価されて、映画の著作物としての権利はタツノコプロが所有すると認められた。
図柄（デザイン）
本作のキャラクターデザインとメカニックデザインを巡る裁判も起きている。今度は、ビックウエストとスタジオぬえが共同して、タツノコプロを訴えるという攻守が逆転した裁判だった。こちらはタツノコプロが敗訴し、キャラクターデザインとメカニックデザインはビックウエストとスタジオぬえの共有であるとの判決が出た。
作品名
さらにタツノコプロは、『超時空要塞マクロスII -LOVERS AGAIN-』『マクロス7』『マクロスプラス』『マクロス ダイナマイト7』『マクロス ゼロ』などについて、同社の関与のないまま類似名称の作品が制作・販売されているとして、バンダイビジュアルやビックウエストを相手取り、名称の使用差止めと賠償を求める訴訟を起こした。しかし、申し立ては却下された。

### 「バルキリー」の名称
AMT/アーテル（AMT/ERTL）社よりXB-70の1/72スケールのプラモデルが市販された際、日本国内で代理店を通じて販売されていた分は、広告代理店ビックウエストの版権シールが貼られた。本作の主役メカ、VF-1の愛称「バルキリー」の命名はXB-70の愛称「ヴァルキリー」にちなんだものだったが、この名称をビックウエストが国内の特許庁に商標登録していたため、架空の可変戦闘機の名称が、実在の機種を模型化した商品に影響するという異例の事態となった。このことは「『XB-70バルキリー』という呼称を用いることは版権侵害（商標問題）に当たるのではないか」と関係各方面にとって問題となり、模型雑誌におけるXB-70のプラモデル製作記事において、緊急避難的に「ヴァルキリー」や「ヴァルキャリー」、「ワルキューレ」（バルキリーのドイツ語読み）と表記されるなど、一時混乱を招いた。
しかし、商標としての利用が独占されているのみなので、雑誌でXB-70の事をバルキリーと記述したり、プラモデルのパッケージにモデルの対象名として「XB-70バルキリー」などと記載することは問題無い。どちらもバルキリーが発売元（ブランド）を表示する機能を有していないためである。

### 国際商標権問題
MacrossとU.N. Spacy
竜の子プロダクションが、本作と『超時空騎団サザンクロス』『機甲創世記モスピーダ』 の3作品をハーモニーゴールド USA（Harmony Gold USA）社と契約し、英語圏やカナダケベック州などのフランス語圏、南米諸国等の（スペイン語圏）で独自のファンダムを築いた「ロボテック・シリーズ」に関して、ハーモニーゴールド USA（審決文面上の表記は「ハーモニー ゴールド ユー エス エー インコーポレーテッド」）は、本作「テレビアニメーションシリーズ」に関して、同社がアメリカ合衆国において著作権及び商標権の登録を行ったことを奇貨として、日本国特許庁(JP) に対して『マクロス』の英文字表記である "Macross" 、および作品中の架空の軍隊「地球統合軍」の作戦領域管轄の一つである宇宙軍の英文字表記 "U.N. Spacy" に関する2001年2月5日と同年5月21日の2回の登録異議の申立てを行った。

## スタッフ
- 企画 - 大西良昌
- 原作 - スタジオぬえ
- 原作協力 - アートランド
- シリーズ構成 - 松崎健一
- キャラクターデザイン - 美樹本晴彦
- メカニックデザイン - 宮武一貴、河森正治
- チーフディレクター - 石黒昇
- 美術監督 - 多田喜久子、勝井和子
- 音楽 - 羽田健太郎
- 設定監修 - 黒河影次
- プロデューサー - 井上明、岩田弘
- 演出助手 - 山賀博之、西森明良
- 監修 - 河森正治
- 作画監督（メカニック） - 板野一郎
- 作画監督補 - 垣野内成美
- 色指定 - 由井あつ子、北川正人、吉田みちる
- 編集 - 三木幸子、田代正美
- 録音ディレクター - 本田保則
- 制作担当 - 内山秀二
- 制作協力 - アートランド
- 製作 - 毎日放送、タツノコプロ、アニメフレンド

## 主題歌
オープニングテーマ - 「マクロス」
作詞 - 阿佐茜 / 作曲・編曲 - 羽田健太郎 / 歌 - 藤原誠
エンディングテーマ - 「ランナー」
作詞 - 阿佐茜 / 作曲・編曲 - 羽田健太郎 / 歌 - 藤原誠
上記2曲を収録したEP（レコード）は、ビクター音楽産業（OPテロップでは「ビクターレコード」）より発売された。

### 補足
主題歌シングルは、オリコンの「TVマンガ・童謡部門」のチャートで1983年度の年間チャート1位を記録した。
作詞を担当した阿佐茜はチーフディレクター・石黒昇、脚本家・松崎健一、プロデューサー・岩田弘の共同ペンネーム。オープニングテーマは岩田、エンディングテーマは松崎が担当した。
オープニングテーマは当初、たいらいさおによって録音されたが、諸事情により藤原誠のバージョンが採用された。
エンディングテーマは最終回のみ、飯島真理の歌で歌詞の2番が放送され、広げたアルバムにイラスト付きのミンメイの写真が飾られた実写映像になっている。
オープニングアニメーションでは、諸事情により、オープニング曲のタイトルのみが表記された。両曲とも、オープニング、エンディング両映像で歌詞テロップも表示されたが、一部が原曲とは変更されている。

## 各話リスト
放送日は原則として製作局の毎日放送における日付。初回放送は「マクロス・スペシャル」のタイトルで第1・2話分をまとめて各話の区切りをつけずに午後1時から一時間枠で行われ、再放送からは下記のサブタイトルで30分枠の単独回となる。『マクロス』の30分前に放送される番組『愛の戦士レインボーマン』の第1話が放送を落としたため、スペシャルとして放送されたという。第3話より毎週日曜日午後2時放送。第28話以降は放送延長回。
| 話数   | 放送日         | サブタイトル               | 脚本     | コンテ     | 演出            | 作画監督            | 動画作監          | 美術担当   |
| ------ | -------------- | -------------------------- | -------- | ---------- | --------------- | ------------------- | ----------------- | ---------- |
| 第1話  | 1982年 10月3日 | ブービー・トラップ         | 松崎健一 | 石黒昇     | 高山文彦        | 美樹本晴彦 板野一郎 | 藤高栄光          | 多田喜久子 |
| 第2話  | 1982年 10月3日 | カウント・ダウン           | 松崎健一 | 河森正治   | 津田義三        | 美樹本晴彦 板野一郎 | 藤高栄光          | 勝井和子   |
| 第3話  | 10月17日       | スペース・フォールド       | 松崎健一 | 山田勝久   | 康村正一        | 朴炯仁              | -                 | 佐藤広明   |
| 第4話  | 10月24日       | リン・ミンメイ             | 石黒昇   | 高山文彦   | 高山文彦        | 美樹本晴彦 平野俊弘 | -                 | 勝井和子   |
| 第5話  | 10月31日       | トランス・フォーメーション | 富田祐弘 | 康村正一   | 康村正一        | 鈴木英二 板野一郎   | 藤高栄光          | 佐藤広明   |
| 第6話  | 11月14日       | ダイダロス・アタック       | 富田祐弘 | 石黒昇     | 高山文彦        | 美樹本晴彦 板野一郎 | -                 | 勝井和子   |
| 第7話  | 11月21日       | バイバイ・マルス           | 松崎健一 | 山田勝久   | 康村正一        | 平野俊弘            | 藤高栄光          | 宮川佳子   |
| 第8話  | 11月28日       | ロンゲスト・バースデー     | 松崎健一 | 山田太郎   | 圓出漫          | 鈴木英二 板野一郎   | 藤高栄光 宮崎葉月 | 佐藤広明   |
| 第9話  | 12月5日        | ミス・マクロス             | 富田祐弘 | 山賀博之   | 山賀博之        | 美樹本晴彦 板野一郎 | -                 | 勝井和子   |
| 第10話 | 12月12日       | ブラインド・ゲーム         | 松崎健一 | 高山文彦   | 吉田浩          | 鈴木英二 鄭裕祐     | 藤高栄光 宮崎葉月 | 佐藤広明   |
| 第11話 | 12月19日       | ファースト・コンタクト     | 富田祐弘 | 黒河影次   | 高山文彦        | 美樹本晴彦          | -                 | 勝井和子   |
| 第12話 | 12月26日       | ビッグ・エスケープ         | 富田祐弘 | 黒河影次   | 秋山勝仁        | 平野俊弘            | 藤高栄光 宮崎葉月 | 佐藤広明   |
| 第13話 | 1983年 1月9日  | ブルー・ウインド           | 松崎健一 | 山田勝久   | 田中宏之        | 朴炯仁              | -                 | 多田喜久子 |
| 第14話 | 1月16日        | グローバル・レポート       | 松崎健一 | 石黒昇     | 石黒昇          | 美樹本晴彦 板野一郎 | 藤高栄光 宮崎葉月 | 多田喜久子 |
| 第15話 | 1月23日        | チャイナ・タウン           | 松崎健一 | 知吹愛弓   | 高山文彦        | 美樹本晴彦 板野一郎 | -                 | 勝井和子   |
| 第16話 | 1月30日        | カンフー・ダンディ         | 大野木寛 | 康村正一   | 康村正一        | 鈴木英二 平野俊弘   | 藤高栄光 宮崎葉月 | 佐藤広明   |
| 第17話 | 2月13日        | ファンタズム               | -        | 黒河影次   | 石黒昇          | 美樹本晴彦 板野一郎 | 藤高栄光 宮崎葉月 | 多田喜久子 |
| 第18話 | 2月20日        | パイン・サラダ             | 星山博之 | 石黒昇     | 高山文彦        | 美樹本晴彦 板野一郎 | -                 | 勝井和子   |
| 第19話 | 2月27日        | バースト・ポイント         | 富田祐弘 | 黒河影次   | 秋山勝仁        | 平野俊弘            | 藤高栄光 宮崎葉月 | 佐藤広明   |
| 第20話 | 3月6日         | パラダイス・ロスト         | 松崎健一 | 山田勝久   | 吉田浩          | 朴炯仁              | -                 | 多田喜久子 |
| 第21話 | 3月13日        | ミクロ・コスモス           | 大野木寛 | 石黒昇     | 笠原達也        | 美樹本晴彦 板野一郎 | 野田昭子          | 勝井和子   |
| 第22話 | 3月20日        | ラブ・コンサート           | 星山博之 | 秋山勝仁   | 秋山勝仁        | 朴炯仁              | -                 | 佐藤広明   |
| 第23話 | 3月27日        | ドロップ・アウト           | 大野木寛 | 康村正一   | 康村正一        | 鈴木英二 平野俊弘   | 藤高栄光 宮崎葉月 | 多田喜久子 |
| 第24話 | 4月3日         | グッバイ・ガール           | 富田祐弘 | 高山文彦   | 高山文彦        | 美樹本晴彦 板野一郎 | -                 | 勝井和子   |
| 第25話 | 4月10日        | バージン・ロード           | 富田祐弘 | 三家本泰美 | 吉田浩          | 朴炯仁              | -                 | 佐藤広明   |
| 第26話 | 4月17日        | メッセンジャー             | 松崎健一 | 秋山勝仁   | 秋山勝仁        | 平野俊弘            | 藤高栄光 宮崎葉月 | 佐藤広明   |
| 第27話 | 4月24日        | 愛は流れる                 | 松崎健一 | 黒河影次   | 石黒昇 笠原達也 | 美樹本晴彦 板野一郎 | 藤高栄光          | 多田喜久子 |
| 第28話 | 5月1日         | マイ・アルバム             | 星山博之 | 石黒昇     | 高山文彦        | しまだひであき      | -                 | 勝井和子   |
| 第29話 | 5月8日         | ロンリー・ソング           | 富田祐弘 | 康村正一   | 康村正一        | 朴炯仁              | -                 | 佐藤広明   |
| 第30話 | 5月15日        | ビバ・マリア               | 大野木寛 | 高山文彦   | 笠原達也        | 鈴木英二            | -                 | 多田喜久子 |
| 第31話 | 5月22日        | サタン・ドール             | 富田祐弘 | 秋山勝仁   | 秋山勝仁        | 平野俊弘 板野一郎   | 豊島光子          | 勝井和子   |
| 第32話 | 5月29日        | ブロークン・ハート         | 大野木寛 | 山田勝久   | 吉田浩          | 朴炯仁              | -                 | 佐藤広明   |
| 第33話 | 6月5日         | レイニー・ナイト           | 星山博之 | 石黒昇     | 笠原達也        | 鈴木英二            | -                 | 多田喜久子 |
| 第34話 | 6月12日        | プライベート・タイム       | 大野木寛 | 西森明良   | 秋山勝仁        | 朴炯仁              | -                 | 佐藤広明   |
| 第35話 | 6月19日        | ロマネスク                 | 富田祐弘 | 高山文彦   | 高山文彦        | しまだひであき      | -                 | 勝井和子   |
| 第36話 | 6月26日        | やさしさサヨナラ           | 河森正治 | 康村正一   | 康村正一        | -                   | 豊島光子          | 多田喜久子 |

## 放送局
放送系列は本放送当時のもの。放送日時は系列外局と個別に提示されているものを除き、1982年11月中旬 - 12月上旬のものを使用する。
| 放送対象地域   | 放送局       | 放送系列               | 放送日時                  | 備考                                  |
| -------------- | ------------ | ---------------------- | ------------------------- | ------------------------------------- |
| 近畿広域圏     | 毎日放送     | TBS系列                | 日曜 14:00 - 14:30        | 製作局                                |
| 北海道         | 北海道放送   | TBS系列                | 日曜 14:00 - 14:30        |                                       |
| 青森県         | 青森テレビ   | TBS系列                | 日曜 14:00 - 14:30        |                                       |
| 岩手県         | 岩手放送     | TBS系列                | 日曜 14:00 - 14:30        | 現：IBC岩手放送                       |
| 宮城県         | 東北放送     | TBS系列                | 日曜 14:00 - 14:30        |                                       |
| 関東広域圏     | 東京放送     | TBS系列                | 日曜 14:00 - 14:30        | 現：TBSテレビ                         |
| 新潟県         | 新潟放送     | TBS系列                | 日曜 14:00 - 14:30        |                                       |
| 石川県         | 北陸放送     | TBS系列                | 日曜 14:00 - 14:30        |                                       |
| 山梨県         | テレビ山梨   | TBS系列                | 日曜 14:00 - 14:30        |                                       |
| 長野県         | 信越放送     | TBS系列                | 日曜 14:00 - 14:30        |                                       |
| 静岡県         | 静岡放送     | TBS系列                | 日曜 14:00 - 14:30        |                                       |
| 中京広域圏     | 中部日本放送 | TBS系列                | 日曜 14:00 - 14:30        | 現：CBCテレビ                         |
| 島根県・鳥取県 | 山陰放送     | TBS系列                | 日曜 14:00 - 14:30        |                                       |
| 岡山県・香川県 | 山陽放送     | TBS系列                | 日曜 14:00 - 14:30        | 現：RSK山陽放送                       |
| 広島県         | 中国放送     | TBS系列                | 日曜 14:00 - 14:30        |                                       |
| 高知県         | テレビ高知   | TBS系列                | 日曜 14:00 - 14:30        |                                       |
| 福岡県         | RKB毎日放送  | TBS系列                | 日曜 14:00 - 14:30        |                                       |
| 長崎県         | 長崎放送     | TBS系列                | 日曜 14:00 - 14:30        |                                       |
| 熊本県         | 熊本放送     | TBS系列                | 日曜 14:00 - 14:30        |                                       |
| 大分県         | 大分放送     | TBS系列                | 日曜 14:00 - 14:30        |                                       |
| 宮崎県         | 宮崎放送     | TBS系列                | 日曜 14:00 - 14:30        |                                       |
| 鹿児島県       | 南日本放送   | TBS系列                | 日曜 14:00 - 14:30        |                                       |
| 沖縄県         | 琉球放送     | TBS系列                | 日曜 14:00 - 14:30        |                                       |
| 福島県         | 福島テレビ   | TBS系列 フジテレビ系列 | 日曜 14:00 - 14:30        | 1983年4月からフジテレビ系列           |
| 山口県         | テレビ山口   | TBS系列 フジテレビ系列 | 日曜 14:00 - 14:30        |                                       |
| 秋田県         | 秋田放送     | 日本テレビ系列         |                           |                                       |
| 山形県         | 山形テレビ   | フジテレビ系列         | 水曜 17:30 - 18:00        | 1993年4月からテレビ朝日系列           |
| 富山県         | 富山テレビ   | フジテレビ系列         | 月曜 17:20 - 17:50        | 1983年4月11日から1984年1月9日まで放送 |
| 福井県         | 福井テレビ   | フジテレビ系列         | 月曜 - 金曜 16:40 - 17:10 |                                       |
| 愛媛県         | テレビ愛媛   | フジテレビ系列         |                           |                                       |

### 再放送
本放送終了後、早朝に再放送が行われ、以後も地上波各局・BS・CS放送などで何度も再放送されている。1990年にはSDバージョンOPの再放送がテレビ大阪（テレビ東京系列）、名古屋テレビ、北海道テレビ、九州朝日放送（以上テレビ朝日系列）、静岡放送（TBS系列。本放送も実施）で放送された。2001年7月から1年間、BSデジタル放送・BS朝日で再放送。本放送の第1話放送から25周年にあたる2007年10月3日深夜（4日未明）から2008年3月26日（27日未明）まで、水曜深夜 26時57分 - 27時27分（木曜 2時57分 - 3時27分）にTBSで久々の地上波キー局再放送が行われた。次回予告有り（一時期特番予告）、エンディングは省略されていた。

#### 変更点
第11話の修正
本放送時、前述のように作画に問題のあった第11話「ファースト・コンタクト」は、早朝時間帯に行われた最初の再放送ではある程度修正が行われていた。しかし、それでもまだ動画が足りない紙芝居状態であり、後にさらに動画が追加された。
修正後、長らくお蔵入りだった第11話本放送分は、2008年2月から1年間期間限定生産されたDVDボックス『超時空要塞マクロス メモリアルボックス』、2012年5月発売『超時空要塞マクロス Blu-ray Box Complete Edition（初回限定生産）』それぞれの特典ディスクに収録された。この映像はフィルムが現存しないため、アニメ評論家氷川竜介の私蔵ビデオから収録している。日本国外版のROBOTECHでは修正済みのバージョンだった。
SD版オープニング
1990年代前半にテレビ東京系列で再放送が行われた際、当時販売されたバンダイのSDマクロスプラモの販促として、オープニング映像が2頭身のメカとキャラクターによるコミカルなスーパーデフォルメタッチに差し替えられた。このSD版OPアニメはIGタツノコ（現・Production I.G）が作画を担当し新規に制作したものであり、オリジナルに比べると時間が若干短縮されたバージョンとなっている。また、制作クレジットから毎日放送が削除されている。DVDボックス『超時空要塞マクロス メモリアルボックス』・DVD『マクロス20周年プレミアムコレクション』、『マクロスアルティメットフロンティア 超時空娘々パック』、『超時空要塞マクロス Blu-ray Box Complete Edition（初回限定生産）』に収録。
ダイダロスアタック版オープニング
1990年代後半における再放送では、本放送時の完成版オープニングのラスト部分を第6話のダイダロスアタック敢行シーンに置き換え、代々木アニメーション学院協力のテロップが付けられたバージョンも存在した。
話数の間引き・短縮
2007年10月から2008年3月のTBS再放送では、第14話「グローバル・レポート」（総集編回）、第16話「カンフー・ダンディ」、第17話「ファンタズム」（実質総集編回）、第28話から第36話（戦後編）が放送されず27話までで終了。プロ野球日本シリーズなど番組編成の都合上、放送時間変更や休止となっている週が複数ある。この翌週に『マクロスF』の放送が始まった。

## 関連作品

### 劇場作品
超時空要塞マクロス 愛・おぼえていますか
1984年公開。テレビ版の総集編ではなく、複数の設定が変更され、作画が一新されている。続編の『マクロス7』制作時に発表された年表内では「戦勝20周年を記念して作られた記念映画」と位置づけられるようになった。テレビ版と劇場版で設定が矛盾することについては、テレビ版、劇場版のいずれも「作品世界での史実に基づいた再現ドラマ」で描き方が違うためと説明されている。

### OVA
超時空要塞マクロス Flash Back 2012
1987年発売。リン・ミンメイの歌と映像を収録したミュージック・ビデオ。

### 小説
超時空要塞マクロス
井上敏樹著。 1983年発売。 小学館スーパークエスト文庫。
- 上巻：ISBN 978-4-09-440001-4
- 中巻：ISBN 978-4-09-440002-1
- 下巻：ISBN 978-4-09-440003-8

夢みるプレリュード My Fair Minmay
シナリオ・スタッフ共著（石黒昇・松崎健一・富田祐弘・星山博之・大野木寛）。1984年発売。徳間書店アニメージュ文庫。 ISBN 978-4-19-669509-7
早瀬未沙 白い追憶
大野木寛著、河森正治監修。1984年発売。徳間書店アニメージュ文庫。 ISBN 978-4-19-669519-6

### ラジオ
ラジオマクロス みんなデカルチャー
1984年10月から1985年3月の日曜19時00分、1985年3月から9月の土曜24時30分にTBSラジオ・MBSラジオで放送。ブリッジオペレーター3人娘ヴァネッサ、キム、シャミー役の佐々木るん、鶴ひろみ、室井深雪による番組。

### ドラマアルバム
超時空要塞マクロス Vol.III Miss D.J.
リン・ミンメイがマクロス艦内で放送されたラジオのDJを務めるという形式。
超時空要塞マクロス Vol.IV 遙かなる想い
早瀬未沙のモノローグが中心。
超時空要塞マクロス Vol.V RHAPSODY IN LOVE
Disc2がテレビシリーズをダイジェスト化したドラマ仕立てとなっている。
超時空要塞マクロス・インサイドストーリー マクロス・クラシック
河森正治監修、山口宏脚本。1996年、ビクターエンタテインメントより発売。
『マクロス7』放送時期にTBSラジオにおいて子安武人と中川亜紀子のDJで放送されていた『マクロスワールド』内のドラマコーナーで放送されたものをまとめたCD。『超時空要塞マクロス』第27話と第28話の間の空白期を描いた作品で、終戦3か月後の登場人物に加え、『マクロス7』や『マクロスプラス』のキャラクターもカメオ出演する。

### 漫画
超時空要塞マクロス
古城武司作。『てれびくん』1982年に連載。
超時空要塞マクロス
坂丘のぼる作。『小学二年生』1982年に連載。
超時空要塞マクロス
居村眞二作。『小学三年生』1982年に連載。
超時空要塞マクロス
増田ジュン作。『冒険王』1982年に連載。
基本的に本編のエピソードを忠実に漫画化しているが、児童向けテレビ雑誌ということもあって設定面を大幅に簡略化・アレンジしている。そのため、ゼントラーディ側が早い時期から会話でマクロスの名称を使っていたり、「ミス・マクロス」でミンメイの水着が取れるシーンにワレラ、ロリー、コンダの3人が露骨に興奮するなど、本編との差異が大きい部分もある。
小学館 テレビ名作アニメ版 超時空要塞マクロス
1983年5月から10月にかけて発売。
1. ISBN 4-09-101711-8 （第1話 - 第5話収録）
2. ISBN 4-09-101712-6 （第6話 - 第10話収録）
3. ISBN 4-09-101713-4 （第11話 - 第15話収録）
4. ISBN 4-09-101714-2 （第16話 - 第20話収録）
5. ISBN 4-09-101715-0 （第21話 - 第25話収録）
6. ISBN 4-09-101716-9 （第26話 - 第30話収録）
7. ISBN 4-09-101717-7 （第31話 - 第36話収録）

超時空要塞マクロス THE FIRST
美樹本晴彦作。2009年から2011まで角川書店『マクロスエース』に連載。2011年より『ニュータイプエース』に移籍し連載。
27年目にして実現した美樹本画による漫画化作品。テレビシリーズの物語をなぞりつつ、劇場版や続編の設定も取り入れられている。
ゼントラ弁当マクロス風
アキバ鉄工作。2009年から2011年まで『マクロスエース』に連載。本作を題材としたパロディ4コマギャグ漫画。単行本『マクロス コミックゼントラ盛り』に収録。

### ゲーム
『超時空要塞マクロス』のタイトルが付くさまざまなゲーム作品が発売されているが、劇場版『超時空要塞マクロス 愛・おぼえていますか』の設定にもとづくものや、オリジナルストーリーを追加したものが多い。以下はテレビ版エピソードを選択可能、またはテレビ版の要素を含んだゲーム作品。
超時空要塞マクロス
PlayStation 2用。2003年、バンダイより発売。劇場版ストーリーとの分岐選択式。
マクロスアルティメットフロンティア
PlayStation Portable用。2009年、バンダイナムコゲームスより発売。『超時空要塞マクロス』のキャンペーンはテレビ版・劇場版が選択可能。
マクロストライアングルフロンティア
PlayStation Portable用。2011年、バンダイナムコゲームスより発売。
マクロス30 銀河を繋ぐ歌声
PlayStation 3用。2013年、バンダイナムコゲームスより発売。2060年を舞台に歴代シリーズ作品のキャラクターやメカが集結するフライトアクションRPG。
歌マクロス スマホDeカルチャー
iOS / Android用。2017年から2022年にかけてDeNAより配信。歴代シリーズ作品が集結したリズムゲーム。

#### スーパーロボット大戦シリーズ
スーパーロボット大戦α
PlayStation用。2000年、バンプレストより発売。2001年、ドリームキャスト版発売。

### パチンコ・パチスロ
新規制作された演出用映像は、下述「Blu-ray Box Complete Edition」に特典「ミュージッククリップ」として収録されている。
CRフィーバー超時空要塞マクロス
2009年12月、三共より発売。役物のバルキリーが3段変形する演出あり。
パチスロ超時空要塞マクロス
2010年11月、三共より導入。

## 関連商品

### 映像ソフト
VHS、β
1983年12月、第1・2話収録の「マクロススペシャル」、第4・27話収録の「リン・ミンメイスペシャル」発売。
1984年7月、戦闘シーンを編集した「マクロス メカグラフィティ」発売。
LD-BOX
1989年8月、期間限定発売。9枚組。型番はBELL-245。
VHS
1992年1月より全9巻発売。
LD
1992年11月21日から1993年7月21日まで月1回、21日に発売。全9巻。型番はBELL-513∼BELL-521。
VHS（廉価版）
1996年8月25日から1996年11月25日まで月1回、25日に発売（11月のみ2本）。全9巻。型番はBES-1452∼BES-1460。
LD-BOX
1997年10月25日に15周年記念メモリアルボックスとして再度発売。11枚組で型番はBELL-1036。
DVD-BOX
2000年1月25日、同年3月25日、同年5月25日に発売。Vol.1は第1話から第12話、Vol.2は第13話から24話、Vol.3は25話から36話まで。型番はBCBA-0384∼BCBA-0386
DVD
2001年6月25日から2002年2月25日まで月1回、25日に発売（12月のみ21日）。全9巻。型番はBCBA-0792∼BCBA-0800
メモリアルボックス(DVD-BOX)
マクロス25周年を記念し、HDリマスター化された『超時空要塞マクロス メモリアルボックス』が2008年2月22日に発売された。型番はBCBA-3169。
Blu-ray Box Complete Edition
マクロス30周年を記念し、ブルーレイ化された『超時空要塞マクロス Blu-ray Box』が2012年5月25日に発売された。
特典ディスクやシナリオ台本等が入った『Complete Edition』（BCXA-0504）と通常版（BCXA-0503）がある。

### 玩具・模型
玩具・プラモデルの商品展開が行われ、いずれも1982年の年末商戦では一部商品が品薄になるほどのヒットを記録した。また、量産機体を区別するためのカラーリング・細部変更によるバリエーション展開が作品中にあったため、主人公を始め登場パイロット達の各々のカラーリング変更・一部パーツ替えによる商品展開が、プラモのみならず玩具でも多種行われた。
プラモデルは今井科学株式会社（イマイ）と株式会社有井製作所（アリイ）が共同でシリーズを展開。プラモデルは基本的に同一メカに対して1/72と1/100の2スケールで、モデルによって片方のスケールをイマイとアリイが担当していた。このようにイマイとアリイは商品が競合しないように、予め協定を結んでスケールを違えることで棲み分けていた。放送開始前からプラモデルが発売開始されたのも異例なケースだった。放映開始後にはニチモもマクロススタンプやピタバンシリーズでマクロス市場に中途参入。ただしニチモは番組スポンサーにはならなかったため、ニチモのCMは番組枠内でなく開始直前の30秒（13時59分30秒から）のスポット枠を使いオンエアされていた。
造形力や技術力、また設定の再現度において、イマイの商品とアリイのそれらでは大幅に違いが見られた。イマイは1/72、アリイは1/100で、可変バルキリー VF-1（一部パーツ差し替え）を発売、好評を博した。
また、バンダイが発行していた「模型情報」と同様の小冊子「(超時空要塞)マクロス情報」も、イマイとアリイの共同編集という形で商品化と平行して発行された。1冊目だけは表紙に『超弩級要塞マクロス』のタイトルロゴが使用されており、編集時には初期タイトルで企画が進行していたことがうかがえる。なお本作の放送終了後は後番組『超時空世紀オーガス』を同じイマイとアリイで引き続いてスポンサード＝商品化したため、冊子名は「超時空情報」に変更された。以後は『オーガス』と平行して本作及び本作劇場版の商品情報や記事、作例を掲載している。
本放送時はタカトクトイスがスポンサーとなって玩具を発売。タカトクの上層部は当初マクロス艦を中心とした商品展開を行う意向であったが、企画課はバルキリーを中心とした商品展開の方が「玩具として楽しいものになる」との見解からそれを望んでおり、両者の意見が食い違った状態であった。この状態を解消するため、1-2週間程度掛けて上層部や同社内の他セクションと意見交換や話し合いを行った結果、上層部の理解を得てバルキリーを中心とした商品展開を行う方向となった。試作（スケールモデル）はスタジオぬえ側が担当したいと提案を行い、それをタカトク側も受け入れて2か月程度でバルキリーの試作木型モデルが完成、それをベースにマツシロが担当となり変形モデルとしての完成度を優先した試作品の完成を経て、1982年11月にタカトクから完成品モデル「1/55バルキリーシリーズ」が発売された。VF-1J一条輝タイプ（1982年11月）、VF-1S（1983年2月）、VF-1Jマックスタイプ（1983年4月）、VF-1Jミリアタイプ（1983年4月）、VF-1A（1983年7月）の全5種が発売。さらにアーマードバルキリー（1983年5月）、スーパーバルキリー（1984年2月）といったオプションパーツ付きも商品化された。
「1/55バルキリーシリーズ」は、子供が乱暴に扱っても壊れない丈夫な構造と、全関節に仕込まれたラチェットと、変形メカニズムをパーフェクトに再現したギミックが受け、「小学生向け」というロボット玩具の常識を覆し、ヤングアダルト年齢層にも売れる人気商品となり、1983年末時点で同シリーズの出荷数は合計100万個を突破した。飛行形態（ファイターモード）がアメリカ海軍のF-14に似ていたこともあり、厚木基地配属のパイロットたちが面白がって、日本土産としてよく買い求めていたという。あまりの人気に中国や韓国でも海賊版が作られた。また本物も海賊版もアメリカなど海外に輸出された。タカトク82年版1/55の特徴として、バトロイド時のキャノピーカバーが再現されておらず、バトロイド時もファイター時の透明キャノピーのままであった。後に簡易廉価版としてほぼ同様のギミックのタカトク 1/100 VF-1（標準A・輝J・マックスJ・S）が発売された。なお、英語圏では、この1/55シリーズは、タカトクトイス製と後のバンダイ製、まとめて、「chunky monkey」の別名で呼ばれている。
タカトクはこのヒットを推し進める形で次作の『オーガス』でもヒットを期待した生産体制をとり、さらには実在に近い形状のメカが不自然さなくロボットに変形するコンセプトをある意味受け継いだ『特装機兵ドルバック』のスポンサーも務めた。しかしいずれもマクロスのようなヒットにはならず、タカトクの業績は徐々に悪化して行き、結果的には劇場版『愛・おぼえていますか』の公開（7月7日）直前の1984年5月25日に1回目の不渡り手形を出し事業停止となった。タカトクによって後のストライクバルキリー用の新規追加パーツの設計も済んでいたが、その金型起こしと生産はバンダイによって実現されることになる。
タカトクの倒産後、本作関連玩具は金型を管理していたマツシロによって海外向けに生産が行われたほか、無版権オリジナル商品として名称を変えて国内販売もされた。しかしまもなくマツシロが経営危機に陥り、金型はバンダイに引き継がれた。そのため、この時期の1/55バルキリーにはマツシロ刻印版とバンダイ刻印版が存在する。バンダイへの金型移譲後も生産はマツシロが引き続き行い、生産元のマツシロからバンダイにOEMの形で提供されたが、その金型も完全な状態でなかったため不足分の金型をバンダイが新造して、1984年10月に劇場版設定の「ハイメタル VF-1S ストライクバルキリー」（ストライクバルキリーの名称は、商品化する際にバンダイの提案により河森が命名）がバンダイから発売された。年末までに9万個が売れたVF-1Sに続いて1985年1月にはハイメタル 劇場版VF-1Aが発売された。また同時期に、TRANSFORMERSの「Jetfire」としてVF-1S スーパーバルキリーがアメリカのハズブロ社に輸出された際に、安全対策として、機首先端が丸くなるように、マツシロによって、金型が修正された。そのため、その後発売された「ハイメタル VT-1 スーパーオストリッチ」（1985年4月）や『ハイメタル VE-1 エリントシーカー』（1985年6月）は機首先端が丸く短いままとなっていた。VT-1とVE-1の、頭部、ファストパック、コクピットなどの金型は新造された。
その後、マツシロが倒産し、1/55バルキリーの金型はバンダイ栃木工場に引き揚げられたが、金型の一部を紛失していたため、1990年に機首先端が再び尖り、頭部は新造、ランディングギアは手動式に、タイヤも黒色となるマイナーチェンジ（を施した、「ハイメタル VF-1S スーパーバルキリー」が発売された（1990年版はVF-1S スーパーバルキリーのみ）。バンダイ1985年版と1990年版の特徴として、バトロイド時のキャノピーカバーが、1984年版VF-1S ストライクバルキリーでは再現されておらず、1985年版VF-1Aから本体の透明キャノピーの上に被せる方式のキャノピーカバーが別パーツで再現された。これは1990年版VF-1S スーパーバルキリーにも引き継がれた。
その後、オリジナルの金型が失われたため、2001-2002年の「20周年記念復刻版」と2008年以降の「オリジン・オブ・バルキリー」の金型は、スーパー/ストライクパックも含め、完全新造となり、1990年版で作り直したVF-1Sの頭部形状も、01年版と08年版ではタカトクのオリジナルを忠実に再現した。タカトク版とは、キャノピーカバーの仕様や、シールがタンポ印刷に変更されていることなどが異なる。2008年版は2001年版をベースにしており、2008年版ではVF-1A スーパーバルキリーの一条機、マックス機といった、過去に発売されなかったバリエーション機の商品化が行われた。
1985年にアリイはマクロス関連のプラモデルの大型製品の全ての金型と小型製品の一部の金型をバンダイに売却。なお小型製品の一部の金型はアリイに残り、一部は再生産され、1996年のマクロス15周年時には40点以上のキットが再発売された。経営が悪化したイマイもバンダイにマクロス関連のプラモデルの金型を売却。バンダイは劇場版仕様の玩具を発売したほか、プラモデルの再発売、プライズゲーム景品の開発などを行っている。1985年には「ハイコンプリートモデル 1/72 VF-1」を発売した。これはタカトクの1/55 VF-1の影響を受けた構造となっていた。前述の「SDマクロス」のバリエーションとして、「超時空烈伝 真空路守」シリーズの「武者バルキリー」も発売した。2010年11月に一部のサブメカの再発売が行われ、その際には箱絵のデザインは変更されず社名のロゴがバンダイのものになっている。
その後ガレージキットも各種発売された。
2000年代に入り、現用戦闘機をはじめとしたいわゆる「スケールモデル」を販売していたハセガワがキャラクターモデル参入第1弾として「1/72 VF-1バルキリー」のファイター形態を発売し、以降1/72の、VF-1のバトロイド形態やガウォーク形態や『マクロス ゼロ』シリーズなど各商品が発売されている。1/72 VF-1 バトロイドではスナップフィットを採用。後に1/48でもVF-1のファイター形態を発売している。
2000年代中盤以降、株式会社やまとがバルキリーの各形態をプロポーションの破綻なく再現した、完成品モデルの商品販売展開を行っている。2001年、最初に発売した「1/60 VF-1バルキリー」は、一部パーツが差し替え式だったが、2002年11月に発売した「1/48 VF-1バルキリー」は、設定をアレンジした差し替え無しの完全変形を実現し、2008年に発売を開始したリニューアル版 「1/60 VF-1バルキリー」もそれを踏襲している。プロポーションは1/48より洗練されている。その他、1/60で、デストロイドシリーズ（例外としてケーニッヒモンスターは1/100）や、『マクロス ゼロ』、『マクロスプラス』、『マクロス7』の登場機体の立体化の他、2012年末には『Flash Back 2012』に合わせて、「1/60 VF-4G」を発売している。その後、2013年3月のやまとの事実上の事業停止以来、現在は新会社である株式会社アルカディアから1/60 VF-1シリーズが発売されている。
海外メーカーではアメリカのトイナミ社が2002年夏に1/55でMasterpiece Collectionとして数量限定（J、A、S、J（MAX）、J（MIRIA）、YF-1Rの6種類、S、J（max）、J（miria）用のスーパーパーツが3種類、発売された。各機体15000個限定、スーパーパーツは各5000個限定で、シリアルナンバー入り）で変形可能なVF-1を発売した。ただしマクロスではなくROBOTECHの商標としてである。スケールはタカトクと同じ1/55だが、変形機構こそ踏襲しているものの、設計や金型はタカトクとはまったく関係のない独自開発であった。特筆すべき点は、ヴァリエーションとして『ロボテック』オリジナルのバルキリーである、YF-1Rが立体化されたことである。
さらに2006年にはマクロスの商標で「1/100 VF-1」を発売した。これはやまとの「1/48 VF-1」の影響を受けたものだが、大腿部の変形ギミックはタカトク方式であった。
2010年1月には海洋堂リボルテックヤマグチが三段変形VF-1を発売している。バトロイド形態でのプロポーションとアクションを重視したデザインとなっている。
waveからは、『マクロス ゼロ』の「ノンスケール VF-0 バトロイド」に続き、2010年3月からは、1/100でVF-1S/J/Aのファイター形態とバトロイド形態が模型化されている。特徴は、ファイターの胴体と、バトロイドの腕と脚とバックパックとを、組み合わせることで、ガウォーク形態を作ることができる点である。スナップフィットを採用している。2013年10月には全日本模型ホビーショーで、ストライクパーツやスーパーパーツを追加した1/100 VF-1シリーズが発表された。また、1/72でデストロイドシリーズが模型化されている。
その後、バンダイから2010年6月に「VF Hi-METAL 1/100 VF-1J」が、11月に「VF-1S ストライクバルキリー ロイ・フォッカー機」が、2011年4月にVF-1A 一条輝、マクシミリアン・ジーナス、柿崎速雄機が、7月にスーパーパーツセットが発売されている。やまとの「1/60 VF-1（Ver.2）」の影響を受けており、肘が二重関節となっている。
2013年6月29日にはバンダイから、三段変形するVF-1の新作プラモデルである「1/72 VF-1A/S バルキリー 一条輝機」（劇場版）と「1/72 VF-1 バルキリー用 ストライクパーツセット」が発売された。しかし強度・精度に多々問題が見られ、好評とは言い難かった。続いて2013年9月23日には、「1/72 VF-1Sバルキリー ロイ・フォッカー機」（TV版）と「1/72 VF-1 バルキリー用 スーパーパーツセット」が発売された。こちらは金型の調整や新規パーツの追加により、改修が施され、品質が改善されている。
他の変形するVF-1には、2002年のバンプレストのプライズ品である完全変形バルキリーVF-S/J/A（タカトク方式）や、海洋堂の「MACROSS SUPER DIMENSION FIGURE」シリーズ（のうちの可変タイプのVF-1、差し替え方式）があった。

### 書籍・雑誌展開
本放送時、出版に関しては小学館が優先的な出版権を確保したようで、作品全体を統括する形の出版物は同社のムック「This is Animation」シリーズで発行された。模型の記事に関しても、ガンプラの記事を誌面の主力に据えて成功を収めた講談社の『コミックボンボン』に対抗するかたちで『月刊コロコロコミック』で大々的に展開。巻頭グラビアでのプロモデラーによる作例ではディオラマを主体にした迫力ある写真を掲載し、模型をモチーフとしたコミックもたかや健二『プラコン大作』、西東栄一『プラモ天才エスパー太郎』の2作品を同時掲載。のちにスタジオぬえの監修によるメカニック発展史なども記述された模型作例ムックなども発行している。ノベライズは当時新人の井上敏樹が担当し、上・中・下巻構成で出版された。小学館からはこの他幼児向けの絵本や、児童向けムック「コロタン文庫」も展開されている。
模型のムックに関してはイマイとアリイも模型流通を使って『オーガス』の作例記事も掲載した物を含む2冊発行。アニメ関連については、キャラクターやメカニックに主軸を据えるスタイルのものが徳間書店のアニメージュ文庫などからも発売された。

### 音楽ソフト
主題歌・エンディングテーマを収録したEPの他、LPでは羽田健太郎作曲のBGMやリン・ミンメイの歌謡曲を収録したサウンドトラック4作、ドラマレコード2作が発売された。LPがオリコンLPチャートトップ10に入るなど好調なセールスを記録し、アニメ音楽に参入して間もないビクター音楽産業にとりヒット作になった。
テレビシリーズの主題歌を収録したシングル盤もヒットしたが、サウンドトラックはそれ以上に売れた。サウンドトラックの売り上げ好調は、ドラマレコードやイメージアルバムの企画へと繋がった。
1992年にはテレビシリーズと劇場版のサウンドトラック（未使用曲含む）をCD3枚に収録した『マクロス・ザ・コンプリート』が発売。作中の歌を集めたベスト盤、トリビュート盤、飯島真理のセルフカヴァー盤なども発売されている。

### 動画配信
インターネット上のインターネットテレビやポータルサイトなどにおいて、テレビシリーズの動画配信（有料）が行われている。25周年地上波再放送（前述）が行われた時期には期間限定で無料配信も行われた。

## 関連書籍
- 『THIS IS ANIMATION ザ・セレクト 超時空要塞マクロス（上・中・下巻）』小学館、1983年
- 『小学館コロタン文庫90 超時空要塞マクロス全（オール）百科』小学館、1983年
- 『ホビーハンドブック1 超時空要塞マクロス』小学館、1983年
- 『BEST HIT SERIES 超時空要塞マクロス マクロスグラフィティ』秋田書店、1983年
- 『小学館コロタン文庫100 超時空要塞マクロスガイドブック』小学館、1983年
- 『月刊OUT増刊 マクロス・パーフェクト・メモリー』みのり書房、1983年
- 『BSアニメ夜話 vol.4 超時空要塞マクロス 愛・おぼえていますか』キネマ旬報社、2007年
- 『電撃データコレクション 超時空要塞マクロス』アスキーメディアワークス、2012年4月25日発売、ISBN 978-4-04-886601-9
- 『『超時空要塞マクロス』パッケージアート集』小学館クリエイティブ、2023年2月20日発売、ISBN 978-4-7780-3879-3
- 『HIDETAKA TENJIN’S Artistry of The First MACROSS 天神英貴『超時空要塞マクロス』画集』光文社、2023年10月27日発売、ISBN 978-4-334-10110-7
  - 『HIDETAKA TENJIN’S Artistry of The First MACROSS DECULTURE ver. 天神英貴『超時空要塞マクロス』画集 デカルチャー版』上記の豪華版。ISBN 978-4-334-10111-4
- 『超時空要塞マクロス超百科』講談社、2024年1月17日発売、ISBN 978-4-06-533712-7